# Вуаръярви (озеро, Кемский район)
Вуаръярви — озеро на территории Куземского сельского поселения Кемского района Республики Карелия.

## Общие сведения
Площадь озера — 2,4 км², площадь водосборного бассейна — 15,2 км². Располагается на высоте 103,9 метров над уровнем моря.
Форма озера лопастная. Берега каменисто-песчаные, местами заболоченные.
Озеро протокой соединено с озером Поньгома, из которого берёт начало река Поньгома.
Населённые пункты возле озера отсутствуют. Ближайший — посёлок Шомба — расположен в 22 км к югу от озера. Вдоль южного берега проходит автодорога местного значения.
Код объекта в государственном водном реестре — 02020000711102000003788.